# Distretto di Myōzai
Il distretto di Myōzai (名西郡, Myōzai-gun?) è uno dei distretti della prefettura di Tokushima, in Giappone.
Attualmente fanno parte del distretto i comuni di Ishii e Kamiyama.
| Controllo di autorità | VIAF (EN) 146559891 · LCCN (EN) n78040801 · J9U (EN, HE) 987007545504905171 · NDL (EN, JA) 00398611 |